# Une baby-sitter trop parfaite
Pour plus de détails, voir Fiche technique et Distribution.
Une baby-sitter trop parfaite (The Perfect Nanny) est un téléfilm américain réalisé par Robert Malenfant et diffusé le 16 mars 2001 sur Lifetime.

## Fiche technique
- Titre original : The Perfect Nanny
- Réalisation : Robert Malenfant
- Scénario : Christine Conradt, Richard Gilbert-Hill et Victor Schiller, d'après une histoire de Mark Castaldo
- Société de production : Happy Home Productions
- Durée : 90 minutes
- Pays :  États-Unis

## Distribution
- Tracy Nelson (VF : Magali Barney) : Andrea McBride / Nikki Harcourt
- Bruce Boxleitner (VF : Bruno Carna) : Docteur Robert Lewis
- Dana Barron : Fawn Lewis
- Scott Terra : Ben Lewis
- Susan Blakely (VF : Béatrice Delfe) : Docteur Julia Bruning
- Katherine Helmond (VF : Françoise Fleury) : Madame McBride
- Darren Gray Ward : Troy Hatfield
- Cindy Guyer (en) : Mandy
- Amy Stock-Poynton (en) : Beth O'Reilly
- Sara Van Horn : Infirmière Thelma
- Scott Alan Smith : Conrad
- David Sederholm : Bel homme
- Joyce Fessides : Doris
- Charles Glenn : Docteur Tanner Wallace
- Christopher Kriesa : Bibliothécaire
- Sherrie Rose (en) (VF : Natacha Muller) : Rosalee

 Source et légende : version française (VF) sur RS Doublage et selon le carton de doublage télévisuel.